# Маріка удзунавійська
Ма́ріка удзунавійська (Cinnyris moreaui) — вид горобцеподібних птахів родини нектаркових (Nectariniidae). Ендемік Танзанії. Вид названий на честь британського орнітолога Реджинальда Ернеста Моро.

## Опис
Довжина птаха становить 12 см. У дорослих самців голова і верхня частина тіла зелені, металево-блискучі з бронзовим відтінком. Надхвістя зелені, хвіст темно-коричневий. Зелене горло відділене від червоно-оранжевих грудей вузькою синьою смугою. Живіт і боки жовті. Очі темно-карі або чорні, дзьоб чорний, вигнутий, лапи чорні. У дорослих самиць верхня частина тіла оливково-зелена. На спині і тімені зеленувато-сіра, металево-блискуча бахрома. Хвіст темно-коричневій, кінчики пер світліші. Підборіддя і горло сірувато-жовті, груди і живіт оливково-жовті. Очі темно-карі, дзьоб і лапи чорні. Молоді самці схожі на дорослих самців, однак верхня частина тіла у них темно-сіро-оливкова, а нижня частина тіла тьмяно-жовтувато-оливкова. Молоді самиці схожі на дорослих самиць, однак їхнє забарвлення тьмяніше, металево-блискуча бахрома на тімені і спині відсутня. Нижня частина тіла тьмяна, жовтувато-зелена.

## Поширення і екологія
Удзунавійські маріки є ендеміками Танзанії. Вони поширені в горах Нґуру, Нгуу, Укагуру, Увідунда і Удзунгва. Вони живуть у вологих гірських тропічних лісах. Зустрічаються на висоті від 1300 до 1850 м над рівнем моря (в горах Удзунгва на висоті до 2500 м над рівнем моря). Живляться нектаром квітучих ліан. Гніздо куполоподібне з входом зверху, робиться з листя, сухої трави і павутиння, розміщується на деревах, в чагарникових заростях або серед папоротей. Сезон розмноження триває з серпня по грудень.

## Збереження
МСОП класифікує стан збереження цього виду як близький до загрозливого. Удзунавійські маріки є досить поширеним видом в межах свого ареалу. Їм загрожує знищення природного середовища.